# Pojezierze Litewskie
Pojezierze Litewskie (842.7) – region geograficzny na pograniczu Litwy, Rosji, Białorusi i Polski (jej południowo-zachodni skraj, polska część Pojezierza Litewskiego nosi też nazwę Pojezierza Suwalskiego), stanowiący część Pojezierzy Wschodniobałtyckich. Pojezierze Litewskie wznosi się do 282 m n.p.m., występują tu liczne jeziora i rzeki, najdłuższa rzeka Niemen, pojezierze jest znacznie zalesione. Leży prawie w całości w dorzeczu Niemna.
W skład Pojezierza Litewskiego na terenie Polski wchodzą: Puszcza Romincka, Pojezierze Zachodniosuwalskie, Pojezierze Wschodniosuwalskie i Równina Augustowska. Polska część pojezierza zajmuje ok. 3,5 tys. km². Cechuje się największym w Polsce kontynentalizmem klimatu i najniższymi (poza górami) temperaturami.
W regionalizacji fizycznogeograficznej Litwy obszar ten występuje pod nazwą Baltijos aukštumos, co w dosłownym tłumaczeniu na język polski oznacza Wyżyny Bałtyckie. Nazwa ta jednak, podobnie jak nazwa Pojezierza Bałtyckie (gdyż wyraz litewski aukštuma czyli wyżyna jest zastępowany w przypadku polskich nazw geograficznych na Litwie terminem pojezierze) nie występuje w polskiej literaturze naukowej.
Na terytorium Litwy i częściowo Białorusi wyróżnia się mezoregiony, takiej jak: Równina Mereczanki-Kotry (Pietryčių lyguma), Wysoczyzna Środkowoniemeńska (Nemuno vidurupio plynaukštė), Pojezierze Wileńskie (Aukštaičių aukštuma), Wysoczyzna Zachodnioauksztocka (Vakarų Aukštaičių plynaukštė) i Równina Żejmiany-Wilii (Žeimenos-Neries vidurupio lyguma).